# Tasiocera jenkinsoni
Tasiocera jenkinsoni là một loài ruồi trong họ Limoniidae. Chúng phân bố ở miền Cổ bắc.